# Campeonato Europeo de Atletismo de 2016
El XXIII Campeonato Europeo de Atletismo se celebró en Ámsterdam (Países Bajos) entre el 6 y el 10 de julio de 2016 bajo la organización de la Asociación Europea de Atletismo (AEA) y la Real Unión Neerlandesa de Atletismo.
Las competiciones se realizaron en el Estadio Olímpico de la capital neerlandesa. Puesto que el torneo se llevó a cabo en año olímpico, no se disputaron las pruebas de marcha y el maratón fue reemplazado por el medio maratón. Este campeonato fue la última oportunidad para que los atletas europeos que aún no habían alcanzado la clasificación para los Juegos Olímpicos de Río de Janeiro 2016 consiguieran la marca mínima olímpica.
Debido a la suspensión de la Federación Rusa de Atletismo por la  IAAF, el torneo no contó con la participación del equipo ruso.

## Calendario
| E | Eliminatorias | C | Clasificatorias | ½ | Semifinales | F | Finales |

| Fecha →           | 6 | 6 | 7 | 7 | 7 | 8 | 8 | 8 | 9 | 9 | 9 | 10 | 10 |
| Evento ↓          | M | T | M | T | T | M | T | T | M | T | T | M  | T  |
| ----------------- | - | - | - | - | - | - | - | - | - | - | - | -- | -- |
| 100 m             | E |   |   | ½ | F |   |   |   |   |   |   |    |    |
| 200 m             |   |   | E |   |   |   | ½ | F |   |   |   |    |    |
| 400 m             | E |   |   | ½ | ½ |   | F | F |   |   |   |    |    |
| 800 m             |   |   | E |   |   |   | ½ | ½ |   |   |   |    | F  |
| 1500 m            |   |   |   | E | E |   |   |   |   | F | F |    |    |
| 5000 m            |   |   |   |   |   |   |   |   |   |   |   |    | F  |
| 10.000 m          |   |   |   |   |   |   | F | F |   |   |   |    |    |
| Medio maratón     |   |   |   |   |   |   |   |   |   |   |   | F  |    |
| 110 m vallas      |   |   |   |   |   | E |   |   |   | ½ | F |    |    |
| 400 m vallas      |   | E |   | ½ | ½ |   | F | F |   |   |   |    |    |
| 3000 m obstáculos |   | E |   |   |   |   | F | F |   |   |   |    |    |
| Relevo 4 × 100 m  |   |   |   |   |   |   |   |   |   | E | E |    | F  |
| Relevo 4 × 400 m  |   |   |   |   |   |   |   |   | E |   |   |    | F  |
| Salto de longitud | C |   |   | F | F |   |   |   |   |   |   |    |    |
| Triple salto      |   |   | C |   |   |   |   |   |   | F | F |    |    |
| Salto de altura   |   |   |   |   |   |   |   |   | C |   |   |    | F  |
| Salto con pértiga |   | C |   |   |   |   | F | F |   |   |   |    |    |
| Peso              |   |   |   |   |   |   |   |   |   | C | C |    | F  |
| Disco             |   |   |   | C | C |   |   |   |   | F | F |    |    |
| Martillo          |   |   |   |   |   | C |   |   |   |   |   |    | F  |
| Jabalina          |   | C |   | F | F |   |   |   |   |   |   |    |    |
| Decatlón          | F | F | F | F | F |   |   |   |   |   |   |    |    |

| Fecha             | 6 | 6 | 7 | 7 | 7 | 8 | 8 | 8 | 9 | 9 | 9 | 10 | 10 |
| Evento ↓          | M | T | M | T | T | M | T | T | M | T | T | M  | T  |
| ----------------- | - | - | - | - | - | - | - | - | - | - | - | -- | -- |
| 100 m             |   |   |   | E | E |   | ½ | F |   |   |   |    |    |
| 200 m             | E | ½ |   | F | F |   |   |   |   |   |   |    |    |
| 400 m             | E |   |   | ½ | ½ |   | F | F |   |   |   |    |    |
| 800 m             |   | E |   | ½ | ½ |   |   |   |   | F | F |    |    |
| 1500 m            |   |   |   |   |   |   | E | E |   |   |   |    | F  |
| 5000 m            |   |   |   |   |   |   |   |   |   | F | F |    |    |
| 10.000 m          |   | F |   |   |   |   |   |   |   |   |   |    |    |
| Medio maratón     |   |   |   |   |   |   |   |   |   |   |   | F  |    |
| 100 m vallas      | E |   |   | ½ | F |   |   |   |   |   |   |    |    |
| 400 m vallas      |   |   |   |   |   | E |   |   |   | ½ | ½ |    | F  |
| 3000 m obstáculos |   |   |   |   |   | E |   |   |   |   |   |    | F  |
| Relevo 4 × 100 m  |   |   |   |   |   |   |   |   |   | E | E |    | F  |
| Relevo 4 × 400 m  |   |   |   |   |   |   |   |   | E |   |   |    | F  |
| Salto de longitud |   | C |   |   |   |   | F | F |   |   |   |    |    |
| Triple salto      |   |   |   |   |   | C |   |   |   |   |   |    | F  |
| Salto de altura   | C |   |   | F | F |   |   |   |   |   |   |    |    |
| Salto con pértiga |   |   | C |   |   |   |   |   |   | F | F |    |    |
| Peso              |   | C |   | F | F |   |   |   |   |   |   |    |    |
| Disco             | C |   |   |   |   |   | F | F |   |   |   |    |    |
| Martillo          | C |   |   |   |   |   | F | F |   |   |   |    |    |
| Jabalina          |   | C |   |   |   |   |   |   |   | F | F |    |    |
| Heptatlón         |   |   |   |   |   | F | F | F | F | F | F |    |    |

Fuente: amsterdam2016.org

## Resultados

### Masculino
| Evento                            | Oro                                                                               | Plata                                                                                  | Bronce                                                                           |
| --------------------------------- | --------------------------------------------------------------------------------- | -------------------------------------------------------------------------------------- | -------------------------------------------------------------------------------- |
| 100 m (07.07)                     | Churandy Martina · Países Bajos · 10,07                                           | Jak Ali Harvey Turquía 10,07                                                           | Jimmy Vicaut Francia 10,08                                                       |
| 200 m (08.07)                     | Bruno Hortelano · España · 20,45                                                  | Ramil Guliyev Turquía 20,51                                                            | Daniel Talbot Reino Unido 20,56                                                  |
| 400 m (08.07)                     | Martyn Rooney Reino Unido 45,29                                                   | Pavel Maslák · República Checa · 45,36                                                 | Liemarvin Bonevacia · Países Bajos · 45,41                                       |
| 800 m (10.07)                     | Adam Kszczot · Polonia · 1:45,18                                                  | Marcin Lewandowski · Polonia · 1:45,54                                                 | Elliot Giles Reino Unido 1:45,54                                                 |
| 1500 m (09.07)                    | Filip Ingebrigtsen · Noruega · 3:46,65                                            | David Bustos · España · 3:46,90                                                        | Henrik Ingebrigtsen · Noruega · 3:47,18                                          |
| 5000 m (10.07)                    | Ilias Fifa · España · 13:40,85                                                    | Adel Mechaal · España · 13:40,85                                                       | Richard Ringer · Alemania · 13:40,85                                             |
| 10.000 m (08.07)                  | Polat Kemboi Arıkan Turquía 28:18,52                                              | Ali Kaya Turquía 28:21,42                                                              | Antonio Abadía · España · 28:26,07                                               |
| 110 m vallas (09.07)              | Dimitri Bascou Francia 13,25                                                      | Balázs Baji · Hungría · 13,28                                                          | Wilhem Belocian Francia 13,33                                                    |
| 400 m vallas (08.07)              | Yasmani Copello Turquía 48,98                                                     | Sergio Fernández · España · 49,06                                                      | Kariem Hussein · Suiza · 49,10                                                   |
| 3.000 m obstáculos (08.07)        | Mahiedine Mekhissi-Benabbad Francia 8:25,63                                       | Aras Kaya Turquía 8:29,91                                                              | Yoann Kowal Francia 8:30,79                                                      |
| Medio maratón (10.07)             | Tadesse Abraham · Suiza · 1:02:03                                                 | Kaan Kigen Özbilen Turquía 1:02:27                                                     | Daniele Meucci · Italia · 1:02:38                                                |
| Medio maratón por equipos (10.07) | Suiza · 3:12:04                                                                   | España · 3:12:06                                                                       | Italia · 3:12:41                                                                 |
| Salto de altura (10.07)           | Gianmarco Tamberi · Italia · 2,32 m                                               | Robert Grabarz Reino Unido 2,29 m                                                      | Chris Baker · Reino Unido · Eike Onnen · Alemania · 2,29 m                       |
| Salto con pértiga (08.07)         | Robert Sobera · Polonia · 5,60                                                    | Jan Kudlička · República Checa · 5,60                                                  | Robert Renner Eslovenia 5,50                                                     |
| Salto de longitud (07.07)         | Greg Rutherford Reino Unido 8,25                                                  | Michel Tornéus · Suecia · 8,21                                                         | Ignisious Gaisah · Países Bajos · 7,93                                           |
| Triple salto (09.07)              | Max Heß · Alemania · 17,20                                                        | Karol Hoffmann · Polonia · 17,16                                                       | Julian Reid Reino Unido 16,76                                                    |
| Peso (10.07)                      | David Storl · Alemania · 21,31                                                    | Michał Haratyk · Polonia · 21,19                                                       | Tsanko Arnaudov Portugal 20,59                                                   |
| Disco (09.07)                     | Piotr Małachowski · Polonia · 67,06                                               | Philip Milanov · Bélgica · 65,71                                                       | Gerd Kanter Estonia 65,27                                                        |
| Martillo (10.07)                  | Paweł Fajdek · Polonia · 80,93                                                    | Ivan Tsijan · Bielorrusia · 78,84                                                      | Wojciech Nowicki · Polonia · 77,53                                               |
| Jabalina (07.07)                  | Zigismunds Sirmais Letonia 86,66                                                  | Vítězslav Veselý · República Checa · 83,59                                             | Antti Ruuskanen · Finlandia · 82,44                                              |
| 4 x 100 m (10.07)                 | Reino Unido James Dasaolu Adam Gemili James Ellington Chijindu Ujah 38,17         | Francia Marvin René Stuart Dutamby Mickaël-Meba Zeze Jimmy Vicaut 38,38                | Alemania · Julian Reus · Sven Knipphals · Roy Schmidt · Lucas Jakubczyk · 38,47  |
| 4 x 400 m (10.07)                 | Bélgica · Julien Watrin · Jonathan Borlée · Dylan Borlée · Kévin Borlée · 3:01,10 | Polonia · Łukasz Krawczuk · Kacper Kozłowski · Jakub Krzewina · Rafał Omelko · 3:01,18 | Reino Unido Rabah Yousif Delano Williams Jack Green Matthew Hudson-Smith 3:01,44 |
| Decatlón (07.07)                  | Thomas Van der Plaetsen · Bélgica · 8218 pts.                                     | Adam Helcelet · República Checa · 8157 pts.                                            | Mihail Dudaš Serbia 8153 pts.                                                    |

### Femenino
| Evento                            | Oro                                                                                       | Plata                                                                       | Bronce                                                                                              |
| --------------------------------- | ----------------------------------------------------------------------------------------- | --------------------------------------------------------------------------- | --------------------------------------------------------------------------------------------------- |
| 100 m (08.07)                     | Dafne Schippers · Países Bajos · 10,90                                                    | Ivet Lalova-Collio Bulgaria 11,20                                           | Mujinga Kambundji · Suiza · 11,25                                                                   |
| 200 m (07.07)                     | Dina Asher-Smith Reino Unido 22,37                                                        | Ivet Lalova-Collio Bulgaria 22,52                                           | Gina Lückenkemper · Alemania · 22,74                                                                |
| 400 m (08.07)                     | Libania Grenot · Italia · 50,73                                                           | Floria Gueï Francia 51,21                                                   | Anyika Onuora Reino Unido 51,47                                                                     |
| 800 m (09.07)                     | Nataliya Pryshchepa · Ucrania · 1:59,70                                                   | Rénelle Lamote Francia 2:00,19                                              | Lovisa Lindh · Suecia · 2:00,37                                                                     |
| 1500 m (10.07)                    | Angelika Cichocka · Polonia · 4:33,00                                                     | Sifan Hassan · Países Bajos · 4:33,76                                       | Ciara Mageean Irlanda 4:33,78                                                                       |
| 5000 m (09.07)                    | Yasemin Can Turquía 15:18,15                                                              | Meraf Bahta · Suecia · 15:20,54                                             | Stephanie Twell Reino Unido 15:20,70                                                                |
| 10.000 m (06.07)                  | Yasemin Can Turquía 31:12,86                                                              | Dulce Félix Portugal 31:19,03                                               | Karoline Bjerkeli Grøvdal · Noruega · 31:23,45                                                      |
| 100 m vallas (07.07)              | Cindy Roleder · Alemania · 12,62                                                          | Alina Talai · Bielorrusia · 12,68                                           | Tiffany Porter Reino Unido 12,76                                                                    |
| 400 m vallas (10.07)              | Sara Slott Petersen Dinamarca 55,12                                                       | Joanna Linkiewicz · Polonia · 55,33                                         | Léa Sprunger · Suiza · 55,41                                                                        |
| 3.000 m obstáculos (10.07)        | Gesa-Felicitas Krause · Alemania · 9:18,85                                                | Luiza Gega · Albania · 9:58,52                                              | Özlem Kaya Turquía 9:35,05                                                                          |
| Medio maratón (10.07)             | Sara Moreira Portugal 1:10:19                                                             | Veronica Inglese · Italia · 1:10:35                                         | Jéssica Augusto Portugal 1:10:55                                                                    |
| Medio maratón por equipos (10.07) | Portugal 3:33:53                                                                          | Italia · 3:36:38                                                            | Turquía 3:39:59                                                                                     |
| Salto de altura (07.07)           | Ruth Beitia · España · 1,98 m                                                             | Mirela Demireva · Bulgaria · Airinė Palšytė · Lituania · 1,96 m             | —                                                                                                   |
| Salto con pértiga (09.07)         | Ekaterini Stefanidi · Grecia · 4,81                                                       | Lisa Ryzih · Alemania · 4,70                                                | Angelica Bengtsson · Suecia · 4,65                                                                  |
| Salto de longitud (08.07)         | Ivana Španović Serbia 6,94                                                                | Jazmin Sawyers Reino Unido 6,86                                             | Malaika Mihambo · Alemania · 6,65                                                                   |
| Triple salto (10.07)              | Patrícia Mamona Portugal 14,58                                                            | Hanna Minenko Israel 14,51                                                  | Paraskeví Papajristou · Grecia · 14,47                                                              |
| Peso (07.07)                      | Christina Schwanitz · Alemania · 20,17                                                    | Anita Márton · Hungría · 18,72                                              | Emel Dereli Turquía 18,22                                                                           |
| Disco (08.07)                     | Sandra Perković · Croacia · 69,97                                                         | Julia Fischer · Alemania · 65,77                                            | Shanice Craft · Alemania · 63,89                                                                    |
| Martillo (08.07)                  | Anita Włodarczyk · Polonia · 78,14                                                        | Betty Heidler · Alemania · 75,77                                            | Hanna Skydan Azerbaiyán 73,83                                                                       |
| Jabalina (09.07)                  | Tatsiana Jaladovich · Bielorrusia · 66,34                                                 | Linda Stahl · Alemania · 65,25                                              | Sara Kolak · Croacia · 63,50                                                                        |
| 4 x 100 m (10.07)                 | Países Bajos · Jamile Samuel · Dafne Schippers · Tessa van Schagen · Naomi Sedney · 42,04 | Reino Unido Asha Philip Dina Asher-Smith Bianca Williams Daryll Neita 42,45 | Alemania · Tatjana Pinto · Lisa Mayer · Gina Lückenkemper · Rebekka Haase · 42,48                   |
| 4 x 400 m (10.07)                 | Reino Unido Emily Diamond Anyika Onuora Eilidh Doyle Seren Bundy-Davies 3:25,05           | Francia Phara Anacharsis Brigitte Ntiamoah Marie Gayot Floria Gueï 3:25,96  | Italia · Maria Benedicta Chigbolu · Maria Enrica Spacca · Chiara Bazzoni · Libania Grenot · 3:27,49 |
| Heptatlón (09.07)                 | Anouk Vetter · Países Bajos · 6626 pts.                                                   | Antoinette Nana Djimou Francia 6458 pts.                                    | Ivona Dadic · Austria · 6408 pts.                                                                   |

## Medallero
| Núm. | País            | Oro | Plata | Bronce | Total |
| ---- | --------------- | --- | ----- | ------ | ----- |
| 1    | Polonia         | 6   | 5     | 1      | 12    |
| 2    | Alemania        | 5   | 4     | 7      | 16    |
| 3    | Reino Unido     | 5   | 3     | 8      | 16    |
| 4    | Turquía         | 4   | 5     | 3      | 12    |
| 5    | Países Bajos    | 4   | 1     | 2      | 7     |
| 6    | España          | 3   | 4     | 1      | 8     |
| 7    | Portugal        | 3   | 1     | 2      | 6     |
| 8    | Francia         | 2   | 5     | 3      | 10    |
| 9    | Italia          | 2   | 2     | 3      | 7     |
| 10   | Bélgica         | 2   | 1     | 0      | 3     |
| 11   | Suiza           | 2   | 0     | 3      | 5     |
| 12   | Bielorrusia     | 1   | 2     | 0      | 3     |
| 13   | Noruega         | 1   | 0     | 2      | 3     |
| 14   | Croacia         | 1   | 0     | 1      | 2     |
| 14   | Grecia          | 1   | 0     | 1      | 2     |
| 14   | Serbia          | 1   | 0     | 1      | 2     |
| 17   | Dinamarca       | 1   | 0     | 0      | 1     |
| 17   | Letonia         | 1   | 0     | 0      | 1     |
| 17   | Ucrania         | 1   | 0     | 0      | 1     |
| 20   | República Checa | 0   | 4     | 0      | 4     |
| 21   | Bulgaria        | 0   | 3     | 0      | 3     |
| 22   | Suecia          | 0   | 2     | 2      | 4     |
| 23   | Hungría         | 0   | 2     | 0      | 2     |
| 24   | Albania         | 0   | 1     | 0      | 1     |
| 24   | Israel          | 0   | 1     | 0      | 1     |
| 24   | Lituania        | 0   | 1     | 0      | 1     |
| 27   | Austria         | 0   | 0     | 1      | 1     |
| 27   | Azerbaiyán      | 0   | 0     | 1      | 1     |
| 27   | Eslovenia       | 0   | 0     | 1      | 1     |
| 27   | Estonia         | 0   | 0     | 1      | 1     |
| 27   | Finlandia       | 0   | 0     | 1      | 1     |
| 27   | Irlanda         | 0   | 0     | 1      | 1     |
|      | TOTAL           | 46  | 47    | 46     | 139   |